# Hermann Buchfelder
Hermann Josef Buchfelder (Vienna, 21 dicembre 1889 – 26 luglio 1969) è stato un pallanuotista austriaco.
Ha partecipato ai Giochi di Stoccolma 1912, classificandosi al quarto posto.